# Етнография на България (Христо Вакарелски)
„Етнография на България“ е монография от Христо Вакарелски.
Първото издание на труда е на полски през 1965 г., през 1969 г. е издаден на немски, а през 1974 г. и на български език. Преиздавана е през 1977 и 2007 г.
Трудът се състои от увод и пет части: история на българската етнография, веществена култура, духовна култура, обществена култура и народно изкуство.
В кратък увод се спира на създаването на етнографията като наука, за нейния обхват и специфични методи, за връзката ѝ с други сродни науки – история, археология, география, езикознание, социология. Накратко са дадени сведения за трите етнически компонента – траки, славяни и прабългари, участвали в образуването на българската народност.
Първият дял е посветен на историята на българската етнография. Христо Вакарелски прави научна оценка на делото на български и чужди учени, писатели, просветители, революционери и общественици, допринесли за развитието на етнографията и фолклористиката в България.
Във втория дял обстойно разглежда веществената култура на българите – земеделие, скотовъдство, лов, риболов, храна, облекло, жилище и архитектура, селище, съобщения, направа на различни уреди и др. Картографирани са някои от най-типичните етнографски явления. Показани са в днешните граници на страната районите на разпространение и различните типове земеделски сечива, облекло, народни къщи, станове, както и районите на разпространение на някои названия – на мястото за вършеене, на загради за овце, на типове брани и др.
Третият дял от труда е посветен на духовната култура. Той е подразделен на шест глави – мерки и теглилки, начини на записване и пресмятане, астрономия и светоустройство, метеорология и природа, магия и култ, теология, митология и демонология, медицина и хигиена.
Четвъртият дял изследва обществената култура. В отделни глави са посветени на родилните и женитбените обичаи, на обичаите при смърт и погребение. Обичаите, свързани с народния празничен календар, са групирани по цикли в зависимост от времето, когато се празнуват съответните празници.
Петият дял е вътрешно подразделен на 15 глави, в които се обхващат всички прояви на народното изкуство.